# Georg Winkler
Pour les articles homonymes, voir Winkler.
Georg Winkler, né le 26 août 1869 à Munich et mort le 17 août 1888 à Zinal, est un alpiniste bavarois. Il trouve la mort lors d'une ascension en solitaire du Weisshorn. Même si sa carrière alpinistique a été météorique, il est considéré comme le meilleur grimpeur en rocher de son époque et un spécialiste de l'escalade sans guide en solitaire.

## Biographie
Georg Winkler est issu d'une famille munichoise ayant pignon sur rue. Son père, Johann Georg Winkler, est maître-boucher et dirige une boucherie porcine dans la capitale bavaroise. Peu avant sa mort, Winkler passe son baccalauréat en 1888 au Wilhelmsgymnasium de Munich. La famille Winkler passait ses vacances en villégiature à la montagne où est née la passion de leur fils Georg pour l'alpinisme.

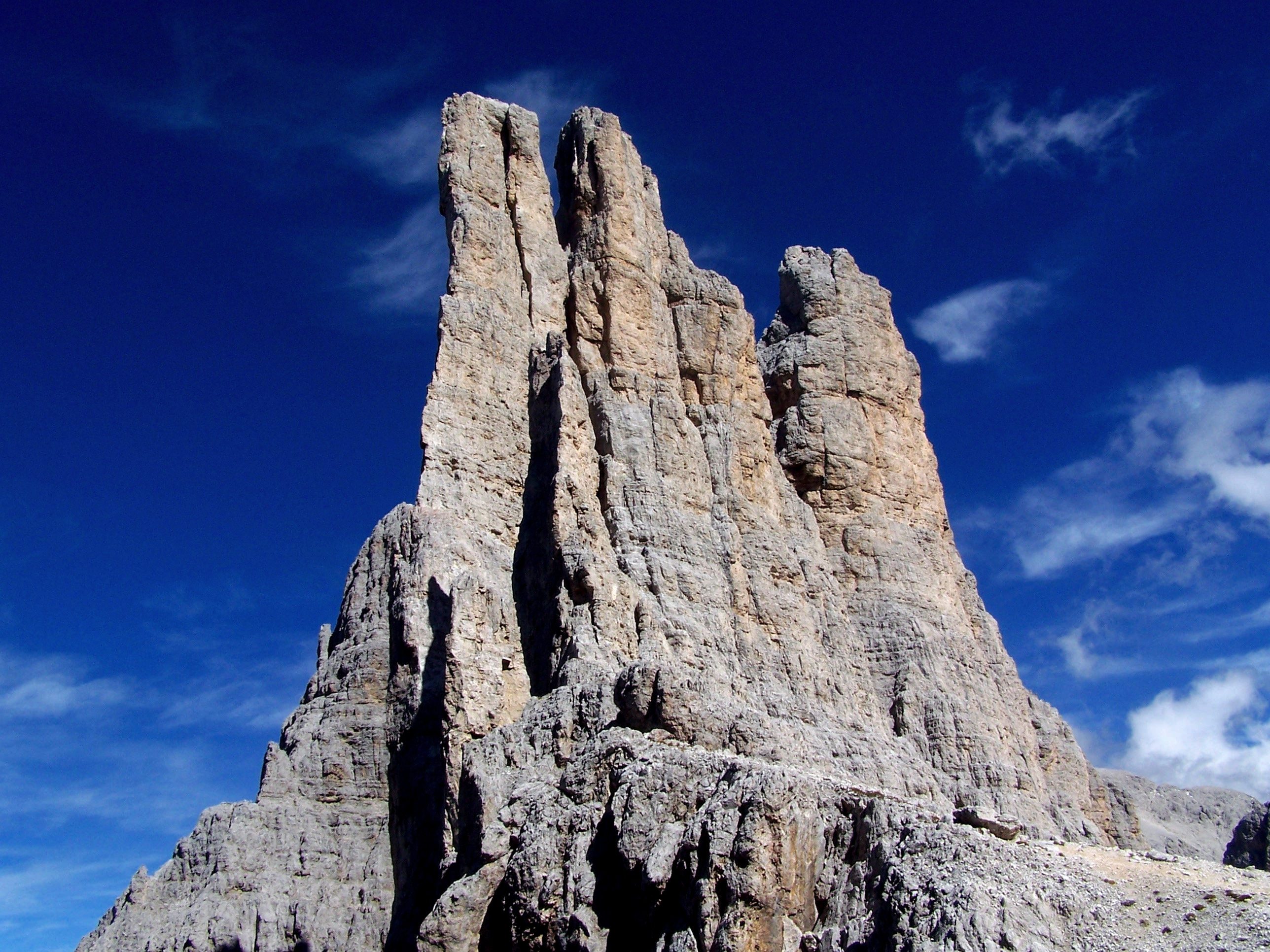
Les tours de Vajolet (à droite la Torre Winkler).

Après avoir gravi la Schmittenhöhe (en) en Autriche et le Kampenwand (en) en Bavière à l'âge de onze ans, Winkler consacre chaque minute de son temps libre à la montagne à partir de l'été 1884.
En 1884, il gravit déjà la Zugspitze, point culminant de l'Allemagne. En 1885, il parcourt les Alpes d'Allgäu et la Silvretta. Dans le massif du Wilder Kaiser en Autriche, il escalade l'Ellmauer Halt et l'Ackerlspitze. En 1886, il fait la première ascension du Totensessel dans le Kaisergebirge (Alpes calcaires autrichiennes). Avec son ami Aloïs Zott, il passe ensuite dans les Dolomites italiennes. Le 12 août 1886, il effectue la première ascension de la cima della Madonna (difficile) et la voie Zigmondy à la cima Piccola di Lavaredo. Le 27 août 1886, il enchaîne avec la troisième ascension du Totenkirchl, un des pics les plus difficiles du Kaizergebirge en solitaire. En effet, le niveau de difficulté de ses ascensions croissant, il décide, quand il ne trouve pas de compagnon de cordée, de les faire seul.
En 1887, il fait la seconde ascension de la punta dei Tre Scarperi dans les Dolomites de Sesto et ouvre une nouvelle voie à la Croda dei Toni dans la paroi est accompagné de son ami Robert Hans Schmitt. Le 17 septembre 1887, il accomplit en solitaire ce qui restera sa plus belle première ascension : la Torre Winkler dans les tours de Vajolet où il atteint le niveau IV+ (difficile supérieur) de difficulté.
Sportif mais de petite taille, Winkler utilisait volontiers son piolet ou un crochet fixé à une corde à lancer lorsque cela lui facilitait l'ascension.
Le 14 août 1888, il se rend en Suisse dans le Valais et y accomplit en solitaire la traversée du Zinalrothorn. Le 16 et le 17 août 1888, il enchaîne avec l'ascension de la face ouest du Weisshorn toujours en solitaire. C'est là qu'il trouve la mort à la suite d'une avalanche. En 1956, ses restes sont retrouvés au bas de la face ouest et sont inhumés dans le cimetière du village d'Ayer.
Il ne donnait pas de publicité à ses ascensions mais a tenu un journal de celles-ci de 1884 à son décès (Meine Wanderungen im Hochgebirge).

## Hommages
Une des tours de Vajolet dans les Dolomites a été nommée Torre Winkler pour perpétuer le souvenir de la première ascension par Georg Winkler.